# 45-XX
Classificazione delle ricerche matematiche: sezioni di livello 1

00-XX 01 03 05 06 08 | 11 12 13 14 15 16 17 18 19 20 22 | 26 28 30 31 32 33 34 35 37 39 40 41 42 43 44 45 46 47 49 | 
 51 52 53 54 55 57 58 | 60 62 65 68 | 70 74 76 78 | 80 81 82 83 85 86 | 90 91 92 93 94 97-XX
45-XX è la sigla della sezione primaria dello schema di classificazione
MSC dedicata alle equazioni integrali.
La pagina attuale presenta la struttura ad albero delle sue sottosezioni secondarie e terziarie.

## 45-XX
equazioni integrali
- 45-00 opere di riferimento generale (manuali, dizionari, bibliografie ecc.)
- 45-01 esposizione didattica (libri di testo, articoli tutoriali ecc.)
- 45-02 presentazione di ricerche (monografie, articoli di rassegna)
- 45-03 opere storiche {!va assegnato almeno un altro numero di classificazione della sezione 01-XX}
- 45-04 calcolo automatico esplicito e programmi (non teoria della computazione o della programmazione)
- 45-06 atti, conferenze, collezioni ecc.

## 45Axx
equazioni integrali lineari
- 45A05 equazioni integrali lineari
- 45A99 argomenti diversi dai precedenti, ma in questa sezione

## 45Bxx
equazioni integrali di Fredholm
- 45B05 equazioni integrali di Fredholm
- 45B99 argomenti diversi dai precedenti, ma in questa sezione

## 45Cxx
problemi agli autovalori [vedi anche 34Lxx, 35Pxx, 45P05, 47A75]
- 45C05 problemi agli autovalori [vedi anche 34Lxx, 35Pxx, 45P05, 47A75]
- 45C99 argomenti diversi dai precedenti, ma in questa sezione

## 45Dxx
equazioni integrali di Volterra [vedi anche 34A12]
- 45D05 equazioni integrali di Volterra [vedi anche 34A12]
- 45D99 argomenti diversi dai precedenti, ma in questa sezione

## 45Exx
equazioni integrali singolari
[vedi anche 30E20, 30E25, 44A15, 44A35]
- 45E05 equazioni integrali con nuclei del tipo di Cauchy [vedi anche 35J15]
- 45E10 equazioni integrali del tipo convoluzione (del tipo Abel, del tipo Picard, del tipo Toeplitz e del tipo Wiener-Hopf) [vedi anche 47B35]
- 45E99 argomenti diversi dai precedenti, ma in questa sezione

## 45Fxx
sistemi di equazioni integrali lineari
- 45F05 sistemi di equazioni integrali lineari non singolari
- 45F10 equazioni con integrali e serie duali, triple ecc.
- 45F15 sistemi di equazioni integrali lineari singolari
- 45F99 argomenti diversi dai precedenti, ma in questa sezione

## 45Gxx
equazioni integrali non lineari
[vedi anche 47H30, 47Jxx]
- 45G05 equazioni integrali non lineari singolari
- 45G10 altre equazioni integrali non lineari
- 45G15 sistemi di equazioni integrali nonlineari
- 45G99 argomenti diversi dai precedenti, ma in questa sezione

## 45Hxx
nuclei speciali vari [vedi anche 44A15]
- 45H05 nuclei speciali vari [vedi anche 44A15]
- 45H99 argomenti diversi dai precedenti, ma in questa sezione

## 45Jxx
equazioni integro-differenziali ordinarie [vedi anche 34K05, 34K30, 47G20]
- 45J05 equazioni integro-differenziali ordinarie [vedi anche 34K05, 34K30, 47G20]
- 45J99 argomenti diversi dai precedenti, ma in questa sezione

## 45Kxx
equazioni integro-differenziali alle derivate parziali [vedi anche 34K30, 35R09, 35R10, 47G20]
- 45K05 equazioni integro-differenziali alle derivate parziali [vedi anche 34K30, 35R09, 35R10, 47G20]
- 45K99 argomenti diversi dai precedenti, ma in questa sezione

## 45Lxx
approssimazione teorica delle soluzioni {per l'analisi numerica, vedi 65Rxx}
- 45L05 approssimazione teorica delle soluzioni {per l'analisi numerica, vedi 65Rxx}
- 45L99 argomenti diversi dai precedenti, ma in questa sezione

## 45Mxx
comportamento qualitativo
- 45M05 asintotica
- 45M10 teoria della stabilità
- 45M15 soluzioni periodiche
- 45M20 soluzioni positive
- 45M99 argomenti diversi dai precedenti, ma in questa sezione

## 45Nxx
equazioni integrali astratte, equazioni integrali in spazi astratti
- 45N05 equazioni integrali astratte, equazioni integrali in spazi astratti
- 45N99 argomenti diversi dai precedenti, ma in questa sezione

## 45Pxx
operatori integrali [vedi anche 47B38, 47G10]
- 45P05 operatori integrali [vedi anche 47B38, 47G10]
- 45P99 argomenti diversi dai precedenti, ma in questa sezione

## 45Qxx
problemi inversi
- 45Q05 problemi inversi
- 45Q99 argomenti diversi dai precedenti, ma in questa sezione

## 45Rxx
equazioni integrali casuali [vedi anche 60H20]
- 45R05 equazioni integrali casuali [vedi anche 60H20]
- 45R99 argomenti diversi dai precedenti, ma in questa sezione